# Marco Rossi (hockey sobre hielo)
Marco Rossi (Feldkirch, Austria, 23 de septiembre de 2001) es un jugador profesional austriaco de hockey sobre hielo que se desempeña en la posición de centro en Minnesota Wild, equipo de la National Hockey League (NHL).

## Carrera
Fue seleccionado en la primera ronda en la NHL Entry Draft de 2020. En 2021 hizo su debut profesional con el equipo Minnesota Wild, donde lleva jugando tres temporadas.